# Simon Cote
Simon Cote (* 17. August 1971 in Concord (Massachusetts)) ist ein US-amerikanischer Basketballtrainer.

## Laufbahn
Cote spielte Basketball an der Wachusett Regional High School in Holden (US-Bundesstaat Massachusetts) und begann noch an der High School seine Trainerlaufbahn im Alter von 17 Jahren. Nach dem High-School-Abschluss 1990 studierte er Sportpsychologie und Sportmanagement. An der University of Tennessee gehörte er noch während seines Masterstudiums als Assistent zum Trainerstab von Chefcoach Kevin O’Neill. Er arbeitete von 1998 bis 2002 als Co-Trainer der Basketballmannschaft der Southern Methodist University im US-Bundesstaat Texas, ehe er 2002 für die Skyliners Frankfurt tätig wurde. Cote wurde Co-Trainer der Frankfurter Bundesliga-Mannschaft und war im Jugendbereich unter anderem im Rahmen der Basketball-Akademie Rhein-Main beschäftigt. 2004 wurde er mit den Hessen deutscher Meister. Nach dem Ende der Saison 2005/06 verließ er die Skyliners und arbeitete in den kommenden Jahren als Talentsichter für den NBA-Klub Denver Nuggets.
Im Juli 2008 wurde Cote vom Bundesligisten Gießen 46ers als Cheftrainer eingestellt und im Januar 2009 entlassen. Anschließend arbeitete er als Trainer bei Jugendcamps in Marokko.
Zwischen 2010 und 2013 war er als Co-Trainer beim chinesischen Klub Shanghai Sharks angestellt. Im Mai 2015 wurde er wieder in Deutschland tätig und unterschrieb einen Vertrag als Cheftrainer der White Wings Hanau aus der 2. Bundesliga ProA. In der Saison 2017/18 führte Cote die Hanauer erstmals in der Vereinsgeschichte in die Meisterrunde der ProA. Dort schied man in der ersten Runde gegen den späteren Bundesliga-Aufsteiger Crailsheim aus. Im Folgespieljahr 2018/19 verpasste er mit Hanau den Klassenerhalt in der 2. Bundesliga ProA. Im November 2019 kam es zwischen Cote und den Hanauern zur Trennung. Zum Zeitpunkt des Auseinandergehens belegte die Mannschaft einen Platz im Mittelfeld der 2. Bundesliga ProB. Im Juni 2021 begann er seine Arbeit als Cheftrainer der RheinStars Köln (2. Bundesliga ProB). Im Februar 2022 wurde er von den Kölnern seines Traineramts entbunden. Unter Cote belegte die Mannschaft zu diesem Zeitpunkt den vorletzten Tabellenplatz und hatte 13 der 16 Saisonspiele verloren.